# Grabicina de Jos
Grabicina de Jos – wieś w Rumunii, w okręgu Buzău, w gminie Scorțoasa. W 2011 roku liczyła 265 mieszkańców.